# Dorstenieae
Dorstenieae je tribus biljaka iz porodice dudovki koji je ime dobio po rodu dorstenija (Dorstenia), trajnice iz tropske Afrike, Južne i Srednje Amerike i Indijskog potkontinenta
Postoji desetak rodova.

## Rodovi
Tribus Dorstenieae Dumort.
1. Fatoua Gaudich. (2 spp.)
2. Allaeanthus Thwaites (4 spp.)
3. Broussonetia Vent. (4 spp.)
4. Malaisia Blanco (1 sp.)
5. Bleekrodea Blume (3 spp.)
6. Sloetia Teijsm. & Binn. (1 sp.)
7. Sloetiopsis Engl. (1 sp.)
8. Treculia Decne. (8 spp.)
9. Brosimum Sw. (19 spp.)
10. Trilepisium Thouars (1 sp.)
11. Bosqueiopsis De Wild. & T. Durand (1 sp.)
12. Scyphosyce Baill. (3 spp.)
13. Utsetela Pellegr. (2 spp.)
14. Dorstenia L. (119 spp.)
15. Hijmania M. D. M. Vianna (4 spp.)